# Kęstutis Bartkevičius

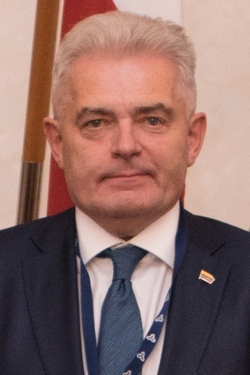
Kęstutis Bartkevičius (2017)

Kęstutis Bartkevičius (* 2. März 1961 in Mažeikiai) ist ein litauischer Politiker.

## Leben
Nach dem Abitur 1979 an der 1. Mittelschule Mažeikiai absolvierte Bartkevičius 1985 das Diplomstudium der Wirtschaft an der Vilniaus valstybinis universitetas.
Von 1984 bis 1986 war er Arbeiter. Von 1986 bis 1989 arbeitete Bartkevičius als stellv. Leiter im Bautrest Mažeikiai, von 1989 bis 1990 Leiter. Von 1993 bis 1999 war er Generaldirektor im Unternehmen UAB „Mažeikių Varduva“. Von 1999 bis 2002 leitete er als Direktor den Hafen Klaipėda. Von 1997 bis 2000 und von 2003 bis 2012 war er Mitglied im Rat der Gemeinde, stellvertretender Bürgermeister der Rajongemeinde Mažeikiai. Seit November 2012 ist er Mitglied im Seimas.
Ab 1993 war Bartkevičius Mitglied der Tėvynės sąjunga, ab 1999 der Lietuvos liberalų sąjunga, ab 2002 der Liberalų demokratų partija und ab 2006 der Tvarka ir teisingumas.
Bartkevičius ist verheiratet. Mit Frau Gražina hat er die Kinder Justas und Tadas.

## Quelle
- Leben

| Personendaten    | Personendaten          |
| ---------------- | ---------------------- |
| NAME             | Bartkevičius, Kęstutis |
| KURZBESCHREIBUNG | litauischer Politiker  |
| GEBURTSDATUM     | 2. März 1961           |
| GEBURTSORT       | Mažeikiai              |